# 江口週
江口 週（えぐち しゅう、1932年（昭和7年）4月3日 - ）は、日本の彫刻家である。

## 経歴・人物
京都市の生まれ。東京芸術大学で彫刻科を専攻する。スケール感が強い技術を用いた斬新な技法を使った木彫を基本とした。卒業後の1963年（昭和38年）に東京国立近代美術館で開催された展示会において初めて彼の作品が出品された。この業績により、1965年（昭和40年）に山口県宇部市で開催された記念すべき第一回現代日本彫刻展にて受賞した。
また1974年（昭和49年）に平櫛田中賞、1977年（昭和52年）には中原悌二郎賞をそれぞれ受賞し、一躍有名な彫刻家となった。
海外にも進出しており、1965年にニューヨーク近代美術館で出品され、以後アントワープ、インドのトリエンナーレでのそれぞれの展示会でも出品された。これにより、1997年（平成9年）には芸術選奨となった。2007年（平成19年）9月22日から同年10月21日までには土谷武、柳原義達の作品と共に練馬区立美術館で展覧会が開催された。

## 主な作品
- 『鍬形の碑』
- 『砂上櫓』- この作品で第一回現代日本彫刻展で受賞。